# Anopheles fontinalis
Anopheles fontinalis este o specie de țânțari din genul Anopheles, descrisă de Gillies și Meillon în anul 1968. Conform Catalogue of Life specia Anopheles fontinalis nu are subspecii cunoscute.